# アール・ホリマン
ヘンリー・アール・ホリマン（英語: Henry Earl Holliman, 1928年9月11日 - 2024年11月25日）は、アメリカ合衆国の俳優。
ルイジアナ州リッチランド郡デリー出身。ルイジアナ州立大学とUCLAに学ぶ。
1952年にデビュー。主に西部劇映画やテレビドラマで活躍した。1956年、映画『雨を降らす男』で第14回ゴールデングローブ賞映画部門 助演男優賞を受賞した。
2024年11月25日、スタジオシティで死去。96歳没。

## 主な出演作品

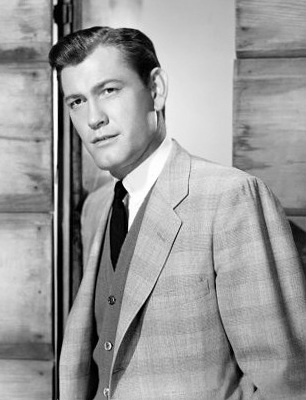
1950年代のホリマン

### 映画
- 荒野の襲撃 Pony Soldier (1952) クレジットなし
- モンゴル第一騎兵隊 Destination Gobi (1953) クレジットなし
- 底抜けびっくり仰天 Scared Stiff (1953) クレジットなし
- 地獄の狼 Devil's Canyon (1953)
- スマトラの東 East of Sumatra (1953)
- 折れた槍 The Broken Lance (1954)
- トコリの橋 The Bridges at Toko-ri (1954)
- ビッグ・コンボ The Big Combo (1955)
- 俺が犯人 (ホシ) だ! I Died a Thousand Times (1955)
- 禁断の惑星 Forbidden Planet (1956)
- 果てしなき決斗 The Burning Hills (1956)
- ジャイアンツ Giant (1956)
- 雨を降らす男 The Rainmaker (1956)
- OK牧場の決斗 Gunfight at the O.K. Corral (1957)
- 荒野の追跡 Trooper Hook (1957)
- Z旗あげて Don't Go Near the Water (1957)
- 拳銃の罠 The Trap (1959)
- ガンヒルの決斗 Last Train from Gun Hill (1959)
- 底抜け宇宙旅行 Visit to a Small Planet (1960)
- 機甲兵団 Armored Command (1961)
- 肉体のすきま風 Summer and Smoke (1961)
- エルダー兄弟 The Sons of Katie Elder (1965)
- ザ・パワー The Power (1968)
- アンツィオ大作戦 Lo sbarco di Anzio (1968)
- 逆襲死の谷 The Desperate Mission (1969) テレビ映画
- ソルジャー・パワー/ある兵士の祈り Tribes:The Soldier Who Declared Peace (1970) テレビ映画
- サイボーグ危機一発/ミサイル大爆発!核兵器売ります The Six Million Dollar Man: Wine, Women and War (1973) テレビ映画
- 罠・ドーベルマンパトロールの恐怖 Trapped (1973) テレビ映画
- クライパニック/悪夢を操る影 Cry Panic (1974) テレビ映画
- 続・大都会の青春 Alexander: The Other Side of Dawn (1977) テレビ映画
- さよならミス・ワイコフ Good Luck, Miss Wyckoff (1979)
- シャーキーズ・マシーン Sharky's Machine (1981)
- ガンスモーク/雪原の追跡 Gunsmoke: Return to Dodge (1987) テレビ映画
- スタントドライバー Night Man (1997) テレビ映画
- 隣人は闇に微笑む The Perfect Tenant (2000)

### テレビドラマ
- プレイハウス90 Playhouse 90 (1957-1958)
- クラフト・テレビジョン・シアター Kraft Television Theatre (1958)
- FBIアメリカ連邦警察 The F.B.I. (1966-1973)
- ガンスモーク Gunsmoke (1969-1973)
- ディズニーランド Disneyland (1970-1973)
- 西部二人組 Alias Smith and Jones (1971)
- 女刑事ペパー Police Woman (1974-1978)
- 白バイ野郎ジョン&パンチ CHiPs (1979-1980) 本人役
- P.S.アイ・ラブ・ユー P.S. I Luv U (1991)
- ジェシカおばさんの事件簿 Murder, She Wrote (1991, 1994)
- キャロライン in N.Y. Caroline in the City (1996, 1999)